# Kira (Mortal Kombat)
Kira es un personaje ficticio de la serie de videojuegos de lucha Mortal Kombat. Hizo su primera aparición en Mortal Kombat: Deception como miembro del resurgido clan del Dragón Negro.

## Biografía ficticia
Kira hizo su debut en Mortal Kombat: Deception, en 2004, como la primera de los reclutas de Kabal para el nuevo Dragón Negro. El personaje es valeroso; tiene la iniciativa de tomar grandes riesgos. También tiene una racionalidad equilibrada que contrasta con su compañero Kobra. En el juego, ella utilizó movimientos especiales y lucha de estilos importados directamente de Kano y de Sonya Blade en Mortal Kombat: Deadly Alliance; por consiguiente, la etiquetaron como un personaje poco original y a base de rivalidad.
Kira se dedicaba a la venta de armas para organizaciones terroristas en las montañas de Afganistán, para lo cual debía ocultar su sexo disfrazándose de hombre, durante una de sus transacciones en Afganistán, su sexo fue descubierto y se vio obligada a pelear para sobrevivir, demostrando tener una habilidad excepcional para el combate, lo que llamó la atención de Kabal, al salir victoriosa de la caverna en que se encontraba, se encontró a Kabal, quien estaba esperando a que saliera el vencedor y le informa que buscaba miembros para la nueva organización, el Dragón Negro, con lo que procede a invitarla a unirse, Kira acepta la invitación y ambos se movilizaron para llegar a Nueva York a reclutar a Kobra.

## Apariciones en los juegos

### Mortal Kombat: Deception

#### Estilos
- Xing Yi
- Kenpo
- Diente de Dragón

### Mortal Kombat: Armageddon

#### Estilos
- Diente de Dragón
- Yuang Yang

#### Remates
- Corte del Diente de Dragón: Kira corta el cuello del oponente y después, con una patada, separa la cabeza del cuerpo.
- Grito de dragón: Kira lanza su Diente de Dragón a las piernas de su oponente y con un andar amenazante procede a cortar por la mitad el cuerpo de su oponente.

#### Final
Kira derrotó a Blaze y alcanzó el poder divino, pero en la batalla, Kobra había sido asesinado. Kira canalizó su nueva energía hacia el cuerpo de Kobra, volviéndolo lentamente a la vida. Cuando Kobra recobró la conciencia, se deleitó con la oleada de poder divino e impidió que Kira rompiera su vínculo. Kobra devoró su fuerza vital y robó el premio, convirtiéndose en inmortal. No sintió vergüenza en su traición.  Kira era débil. Ella debería haberlo dejado muerto. Ese es el camino del Dragón Negro.

## Apariciones de Kira
- Mortal Kombat: Deception
- Mortal Kombat: Unchained
- Mortal Kombat: Armageddon

## Recepción
Kira ocupó el lugar 44 en la encuesta de personajes de Mortal Kombat de Dorkly en 2013, votada por los fanáticos , y quedó fuera de la lista de 2012 de UGO de los mejores cincuenta personajes de la serie. Ella estaba entre los siete "desagradables personajes de la serie" buscados por Sam Ashurst de Total Film en 2009 por una tercera película de Mortal Kombat, mientras sugería que podía ser interpretada por "Olga Kurylenko con un bigote de lápiz". Kira ocupó el lugar 32 en la clasificación de Den of Geek de los 64 jugadores de la franquicia en el 2015, con el sitio llamándola "malvada Sonya Blade" que fue "un poco más fácil de tomar en serio" que Kobra. John Harty de WhatCulture clasificó su engaño cuarta historia en su selección de 2015  de la serie "diez badass historias de trasfondo", refiriéndose a su pasado antes del Dragón Negro, "ya sea en la realidad o en la ficción, ese es un concepto que le habla a una persona que tiene algunas pelotas serias".